# Виставка (Хмельницький)
Ви́ставка (Зарі́ччя) — мікрорайон у місті Хмельницькому. Як мікрорайон обласного центру існує з 1946 року, коли село Заріччя було приєднане до міста Проскурова (від 1954 року — Хмельницький).

## Історія
Мікрорайон Виставка побудований на місці колишнього села Заріччя, що виникло на пагорбі та його схилах за річкою Південний Буг (відносно Плоскирова (Хмельницького)).
Перша згадка про Заріччя знаходиться у ілюстрації 1665 року, за якою це село, а також Мацьківці, Олешин, Волиця та Лезневе належать до Плоскирівського староства.
Протягом 1672—1699 років Поділля, і, зокрема, Заріччя знаходилося під владою Османської імперії. За цей час населення села (як і сусідніх Плоскирова, Гречан, Шаровечки, Мацьківець) суттєво зменшилося. Тому на початку XVIII століття новий власник сіл шляхтич Замойський переселив на спустошені за ці роки землі селян з польської Мазовії і мазурського Поозер'я. Нащадків переселенців і досі називають «мазурами».

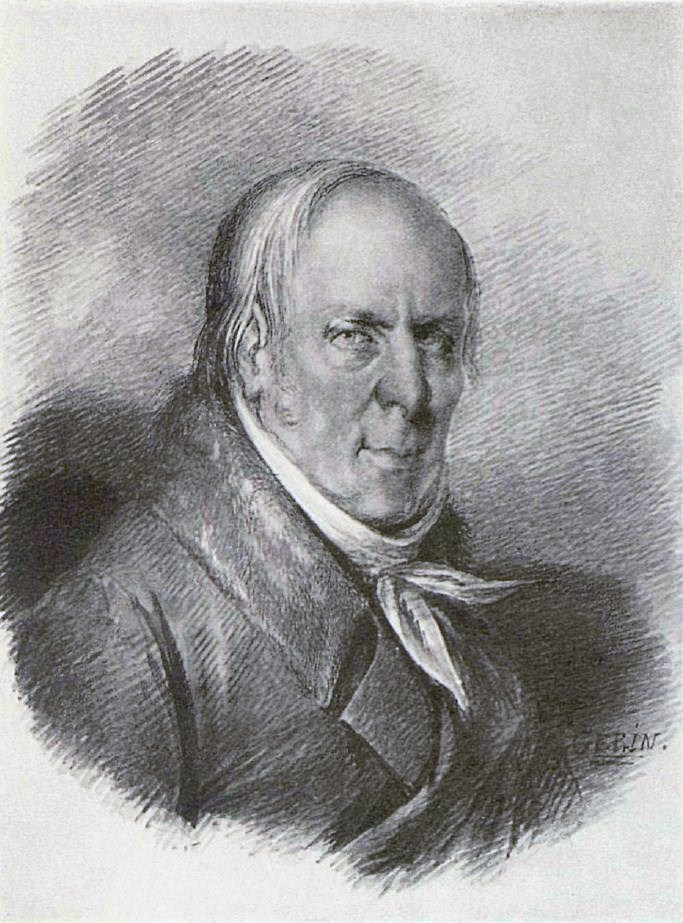
Іван Васильович Гудович

Після поділу Речі Посполитої подільські землі відійшли до Російської імперії. Заріччя та інші села Плоскирівського староства у 1796 році Катерина II подарувала фельдмаршалу Івану Гудовичу. Серед сіл колишнього Плоскирівського староства Гудовичу до душі найбільше припало саме Заріччя, і саме там фельдмаршал й вирішив облаштовувати економію. Село було невеликим: у камеральному описі 1799 року вказано, що у Заріччі є тільки будинок управителя маєтком, кілька десятків селянських дворів із садами та городами, а також «заміська велика корчма». Але довго у своїх маєтностях Іван Гудович не мешкав: після смерті Катерини II Павло I надав йому титул графа та повернув на державну службу. У 1798 році Гудович вирушає до губернського міста Кам'янця-Подільського, лише іноді відвідуючи свої землі.
Після смерті Івана Гудовича у 1820 році села навколо Проскурова перейшли у спадок до його сина Кирила.
Кирило Гудович проживав у Москві й отримавши Заріччя з іншими селами, переїжджати на Поділля не став. Для керівництва Зарічанським маєтком призначалися управителі — на цій посаді перебував дворянин Павло Антонович, з 1830 року — титулярний радник Василевський.
Зрештою, Кирило Гудович розпродав свої подільські маєтності різним власникам. Заріччя викупила громада селян, село майже одразу стало значно заможнішим, населення збільшилось, було відкрито школу грамоти. У 1904 році у Заріччі вже було 1450 мешканців.
У 1946 році Заріччя приєднали до Проскурова. У 1950 році поблизу Старокостянтинівського шосе (у районі сучасного дендропарку «Поділля») була відкрита обласна сільськогосподарська виставка (на зразок московської ВДНГ), яка діяла до середини 1960-х років. Саме тоді за цією місцевістю закріпилася назва «Виставка», яка з часом поширилася на весь мікрорайон.
У 1959 році на вільних просторах мікрорайону розпочалася забудова невеличкого житлового масиву двоповерхових будинків для військовослужбовців, який отримав назву «посьолок Мирний». Крім того, тоді ж розпочалось будівництво три- та чотириповерхових цегляних будинків. Дорога, що з'єднувала верхню околицю Заріччя з Виставкою та пролягала повз селище військовослужбовців та чотириповерхівки, отримала назву Проспект Миру.
У 1977 році Міністерством радіопромисловості СРСР біля перехрестя проспекту Миру та Старокостянтинівського шосе було засновано машинобудівний завод «Темп».
У 1980 році у мікрорайоні було збудовано найвищу споруду Хмельницької області — Хмельницьку телевежу (висота — 208 метрів).

### Скіфський курган у мікрорайоні

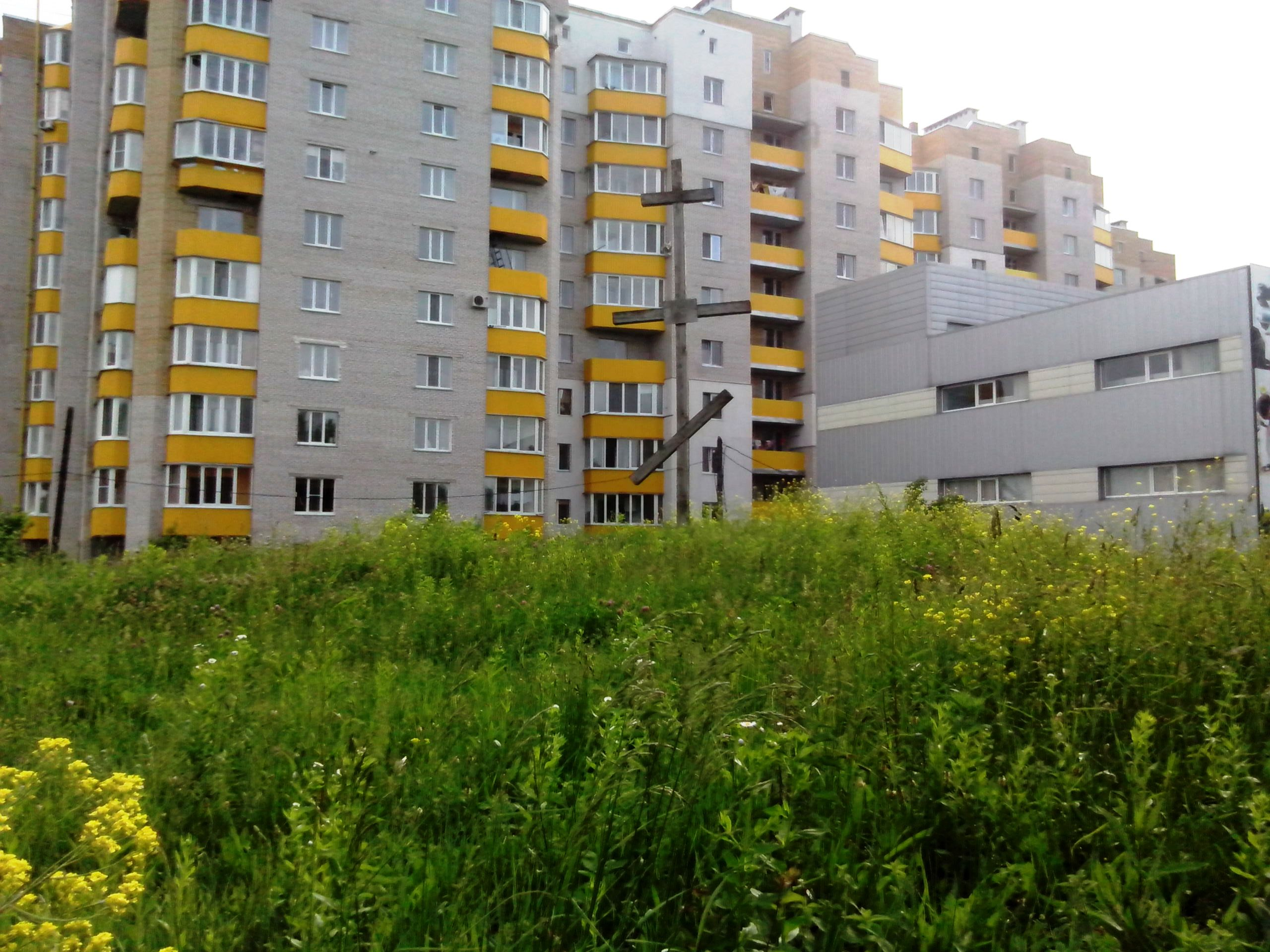
Курган

Біля будинку за адресою Проспект миру, 102, розташований скіфський курган, насипаний не пізніше VII—III ст. до нашої ери. Перші відомості про курган між селом Лезневе та містом Проскурів наведені 1901 року в роботі Юхима Сіцінського «Археологическая карта Подольской губернии». Перше розвідкове обстеження пам'ятки з встановленням її розмірів та місця розташування проведене у 1997 році Сергієм Демидко, який вказував: 
|  | За даними розвідки, курган розташований на вододільній частині плато у мікрорайоні Виставка. Висота насипу до 2 метрів, діаметр – 20 метрів. Поверхня задернована. |

Представники хмельницького козацтва, попри перестороги співробітників обласного краєзнавчого музею та обласного відділу охорони культурної спадщини, а також ігноруючи той факт, що скіфи не могли бути християнами, у 2000-х роках встановили на верхівці кургану дерев'яний хрест.
У 2010 році Хмельницька міська рада доручила міському управлінню архітектури провести конкурс на спорудження пам'ятника «Скіфський курган — історія наших предків». Перемогу у ньому здобув проект народного художника України Миколи Мазура з доповненнями його зятя Романа Албула. За проектом, курган має бути досипано землею, також по периметру будуть розташовані чотири великі камені, що вказуватимуть на сторони світу, і давній посівний календар.
Станом на 2022 рік спорудження пам'ятника не розпочалось.

## Відомі люди
У мікрорайоні народились чи мешкають такі відомі люди, як:
- Карась Петро Прокопович — Член Національної спілки письменників України (від 1969 року). Заслужений журналіст України (1997 рік)
- Лихогляд Ольга Захарівна — поет
- Лічман Петро Романович — Заслужений журналіст України (1998 рік), лауреат конкурсу «Золоте перо» (2002 рік)
- Кульбовський Микола Михайлович — журналіст, письменник, член Національної спілки журналістів
- Сваричевський Анатолій Володимирович — краєзнавець, член Національної спілки письменників України
- Бабенко Марія Тимофіївна — поет, прозаїк, член Національної спілки письменників України (з 2004 року)
- Байдак Ігор Миколайович — журналіст, краєзнавець, поет, фотограф, член Національної спілки письменників України
- Вікарчук Віктор Євгенович — політик, підприємець, письменник, громадський діяч

## Соціальна та транспортна інфраструктура мікрорайону

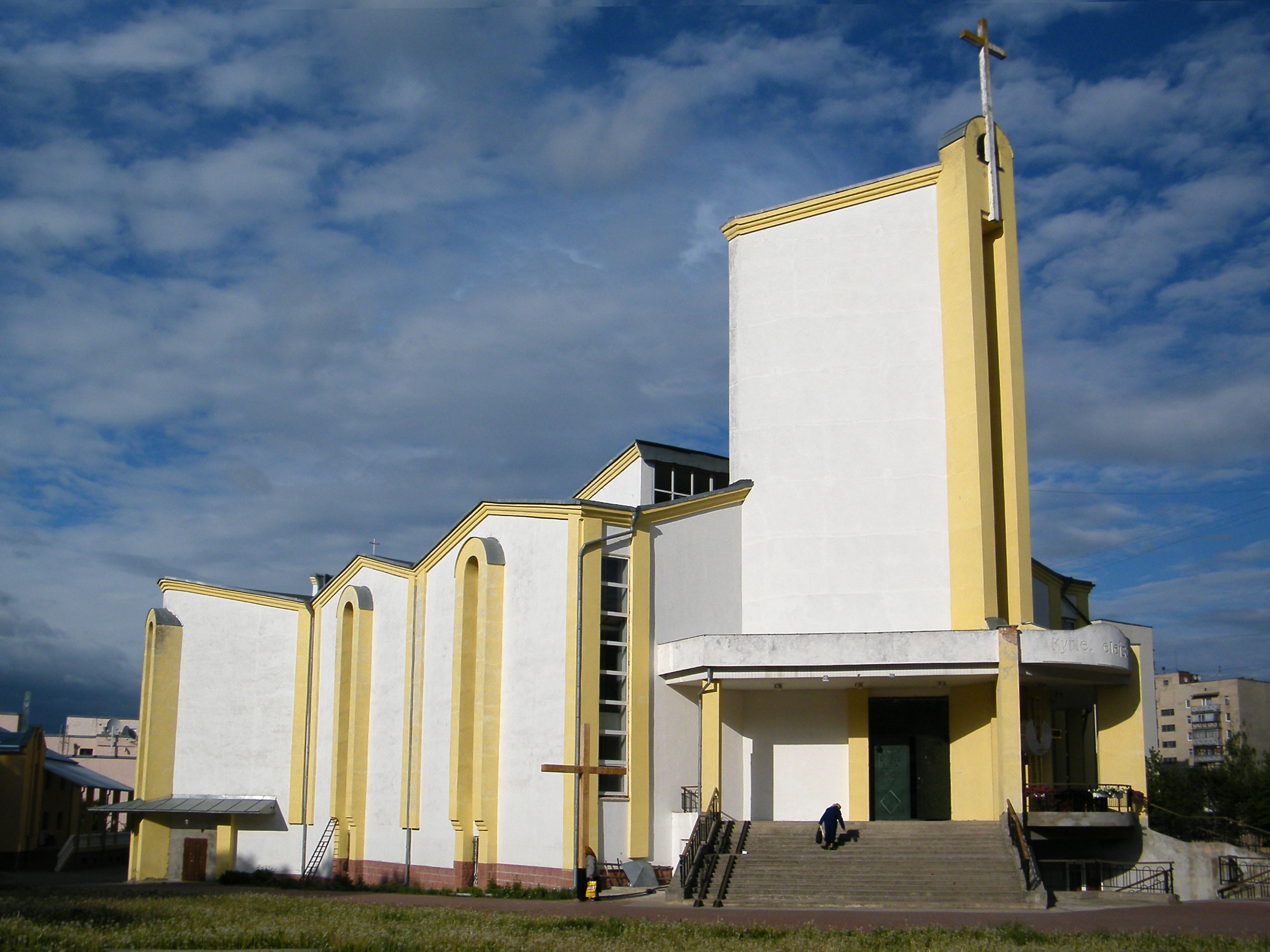
Костел Христа Царя Всесвіту

До освітніх закладів, розташованих на Виставці, можна віднести: Хмельницький інститут Міжрегіональної академії управління персоналом імені митрополита Київського і всієї України предстоятеля української церкви Блаженнійшого Володимира; Хмельницький політехнічний коледж, ВПУ № 25; гімназію № 2, СЗОШ № 21, СЗШ № 25 імені О.Ольжича, СЗОШ № 25, СШ № 30, НВО № 1, НВО № 3; ДНЗ № 5 «Соловейко», ДНЗ № 32 «Росинка», ДНЗ № 37 «Незабудка», ДНЗ № 38 «Світанок», ДНЗ № 47 «Дзвіночок», ДНЗ № 54 «Пізнайко».
Хмельницька міська поліклініка № 2 розташована на проспекті Миру, 61, та обслуговує мешканців одразу трьох мікрорайонів: Виставки, Лезневого та Озерної.
Бібліотека-філія № 2 щороку видає понад 50 тисяч книг.

### Парки та Сквери мікрорайону
Мешканці мікрорайону можуть відпочивати у різних парках та скверах таких, як:
- Дендропарк «Поділля» (30,5 га, закладений у 1964 році)
- парку «Заріччя» (4,3 га).
- Молодіжний Парк (4,2 га)

На території Молодіжного парку проводиться чимало різних культурних заходів місцевого та всеукраїнського масштабу.
Серед них щорічний фестиваль рок-музики Rock&Buh та фестиваль Respublica.

### Релігійні споруди
До культових споруд Виставки належить Костел Христа Царя Всесвіту (головний римо-католицький храм міста).

### Транспорт
Головними транспортними артеріями мікрорайону є проспект Миру, Старокостянтинівське шосе, вулиці Зарічанська, Степана Бандери, Свободи. Громадський транспорт в мікрорайоні представлений тролейбусами, автобусами та маршрутними таксі.

### Торгові Центри
- ТЦ «Оазис» (торговий центр, з багатьма відомими магазинами, ігровими кімнатами та кінотеатрами)
- ТЦ «Електроніка»
- ТЦ «Проспект»
- ТЦ «Комфорт Центр»

## Перспективи розвитку мікрорайону
Відповідно до Генерального плану міста Хмельницького, розробленого до 2031 року, вулицю Нижню Берегову та місця старої індивідуальної забудови у мікрорайоні планується забудувати багатоквартирним житлом (520,6 тис. м²) та приватними садибами (70 тис. м²).